# Marvagna

Localització de Marvagna a Messina

Marvagna (italià: Malvagna) és un municipi italià, dins de la ciutat metropolitana de Messina. L'any 2009 tenia 838 habitants. Limita amb els municipis de Castiglione di Sicilia (CT), Francavilla di Sicilia, Mojo Alcantara, Montalbano Elicona i Roccella Valdemone.

## Administració
| Període | Identitat       | Partit        |
| ------- | --------------- | ------------- |
| 2005-   | Rita Mungiovino | Llista cívica |